# Los últimos búfalos (Albert Bierstadt)
Los últimos búfalos, o The Last of The Buffalo, en título original en inglés, es una obra de Albert Bierstadt, realizado al óleo sobre lienzo en 1888. Albert Bierstadt fue un pintor paisajista, miembro destacado de la llamada "Escuela de las Montañas Rocosas", una rama surgida de la Escuela del río Hudson.

## Introducción
En la Exposición Universal de Filadelfia (1876) se hizo evidente que los gustos artísticos estaban cambiando, y que la Pintura del Realismo y la Escuela de Barbizon iban a influir en la estética estadounidense. En la Exposición Universal de París (1889), The Last of the Buffalo fue excluido de la exposición, lo que significó el declive de la carrera artística de Albert Bierstadt. El comité de selección excluyó este lienzo, no su falsedad -que la tenía-, sino alegando que era una obra demasiado grande, y que no representaba el arte estadounidense contemporáneo de su época.

## Tema de la obra
Este lienzo puede ser considerado como una reflexión melancólica sobre el desarrollo del Oeste de Estados Unidos. Las manadas de bisontes americanos habían disminuido dramáticamente, debido a la caza abusiva, hasta casi su extinción. Cuando se exhibió este lienzo, la preocupación de algunos ciudadanos ya había lanzado campañas para proteger a estos animales. Además, la mayor parte de indígenas norteamericanos del oeste de los Estados Unidos se habían visto obligados a retirarse a reservas indias. Albert Bierstadt, en este lienzo, ofrecía una versión idealizada de una Norteamérica que ya no existía, y de alguna forma anunciaba la inminente extinción de la estética del sublime estadounidense.

## Análisis de la obra
- Pintura al óleo sobre lienzo; 180,3 x 301,63 cm.; año 1888 ; Galería Nacional de Arte, Washington D. C.
- Firmado en la esquina inferior derecha: Albert Bierstadt

The Last of The Buffalo es el último lienzo de gran tamaño de Albert Bierstadt. Esta ambiciosa pintura combina una variedad de elementos que el artista había esbozado durante sus expediciones al oeste. En primer plano, en un prado seco, unos bisontes son representados muertos o heridos, mientras en el fondo los vivos cruzan un amplio río. Otros pastan en la lejanía, donde el paisaje se convierte en prados, colinas ondulantes, mesas y picos nevados. El fértil paisaje también nutre una profusión de vida silvestre, incluyendo ciervos, coyotes, antílopes americanos, zorros, un conejo serrano y, en la parte inferior izquierda, un perrito de las praderas. Muchos de estos animales se vuelven para observar al grupo formado por un indígena montado a caballo, que carga contra un bisonte. En contraste con la minuciosa representación de la fauna y del paisaje, la imagen de esta confrontación y el trasfondo con los rebaños de bisontes es un mera idealización romántica, y no una representación real de la vida en las grandes llanuras de la época.

## Procedencia
- Colección del artista, New York City;
- Adquirido por Edward Bierstadt, New York City, por 1908; (American Art Association, 1908);
- Comprado por D.G. Reid, New York;
- Adquirido por Mary Stewart Bierstadt [Mrs. Albert Bierstadt], New York City, febrero 1909;
- Adquirido el 19 d'abril de 1909 por el Corcoran Gallery of Art, Washington;
- Adquirido el año 2014 por la National Gallery of Art.